# Sophie Rocks
Die Sophie Rocks sind eine kleine Gruppe von Felsvorsprüngen an der Danco-Küste des Grahamlands im Norden der Antarktischen Halbinsel. Auf der Arctowski-Halbinsel liegen sie auf halbem Weg zwischen dem Spigot Peak und der Zeiss Needle und überragen im Westen die Selvick Cove sowie nach Osten den Orne Harbour.
Der US-amerikanische Polarforscher Frederick Cook hatte 1898 im Zuge der Belgica-Expedition (1897–1899) so eine Felsformation benannt, die neben den hier beschriebenen Felsen auch den Spigot Peak und die Zeiss Needle umfasste. Das UK Antarctic Place-Names Committee entschied am 23. April 1998, die beiden letzteren von dieser Benennung auszunehmen. Die Namensgeberin ist nicht überliefert.